# Rāwalpindi
|  | Per a altres significats, vegeu «Rawalpindi (desambiguació)». |

Rawalpindi — راولپنڈی (urdú) localment s'anomena Pindi— és una ciutat del Pakistan, a la plana de Potwar, a la riba del rierol Leh, i propera a la capital del país, Islamabad. Administrativament, pertany a la província del Panjab i és capital del districte de Rawalpindi. És la quarta ciutat del país després de Karachi, Lahore i Faisalabad. Consta al cens de 1998 amb una població d'1.409.768 habitants que eren 2.300.000 per a l'àrea metropolitana; l'estimació censal del 2006 era de 3.039.550 habitants. És la seu de les forces armades del Pakistan, i serví com a capital del país durant la dècada de 1960, mentre durà la construcció d'Islamabad. La ciutat disposa de l'aeroport Benazir Bhutto (abans d'Islamabad i encara anteriorment Chaklala).

## Geografia

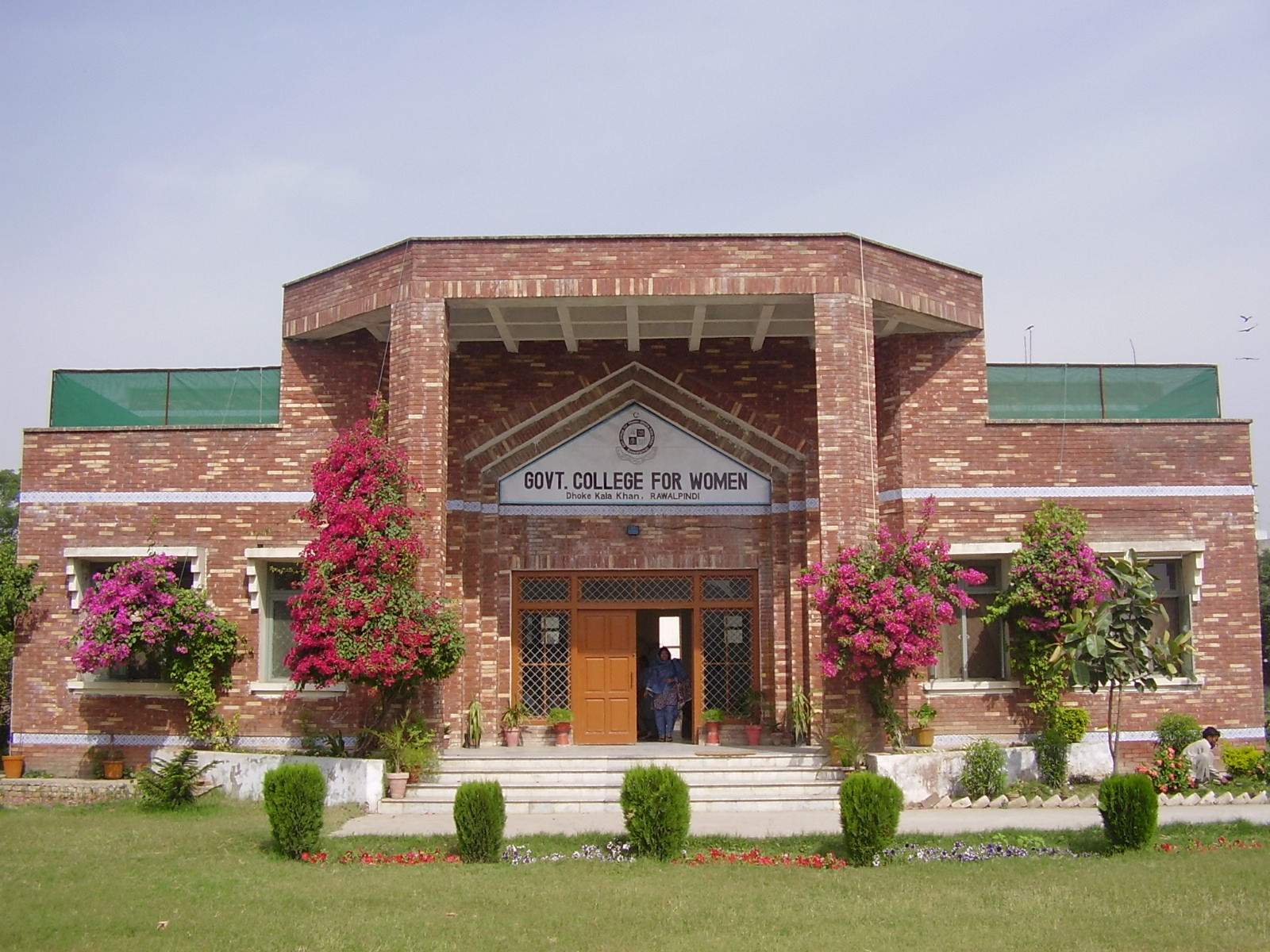
Col·legi Govt per a dones

Rawalpindi és una ciutat districte. Això vol dir que el districte està format principalment (o de vegades exclusivament) per una ciutat gran i la seva àrea metropolitana, i subdividit en ciutats i consells sindicals. En el cas de Rawalpindi el districte té vuit tehsils, dels quals només dos formen la mateixa ciutat, els de Rawal i de Potohar.

## Història
Sir Alexander Cunningham va identificar algunes zones del campament militar com la ciutat de Gajipur o Gajnipur, la capital dels bhattis abans de la nostra era. S'han trobat també diverses monedes grecobactrianes i algunes rajoles en tota aquesta zona.
Era coneguda com a Fatehpur Baori, i va entrar en decadència durant les invasions mongoles del segle xiv. El cap gakhar Jhanda Khan va restaurar la ciutat i li va donar el seu nom modern. A la zona on després va estar aquarterada la infanteria nativa es va lliurar una gran batalla dirigida pel cap gakhar Sultan Mukarrab Khan. Sardar Milka Singh, un aventurer sikh, va ocupar Rawalpindi el 1765, i va convidar comerciants de la rodalia (Jhelum i Shahpur principalment) a establir-se a la població. A l'inici del segle xix fou refugi de Shah Shuja, l'exiliat emir de Kabul, i del seu germà Shah Zaman. A la ciutat, el 14 de març de 1849, l'exèrcit sikh sota Chattar Singh i Sher Singh es va rendir, acabant així la Segona Guerra sikh o anglosikh. El 1849 els britànics hi van establir un cantonment o campament militar i poc després fou escollida com a seu d'una divisió i un districte. La municipalitat fou creada el 1867. La població el 1881 era de 52.975, el 1891 de 73.795 i el 1901 de 87.688 habitants (40.611 al campament militar, que era el més important de l'Índia). Després de la independència (1947), a la ciutat de Rawalpindi fou assassinat el primer ministre pakistanès Liaquat Ali Khan, el 1951; el 1979, hi fou penjat l'enderrocat primer ministre Zulfikar Ali Bhutto; anys més tard, el 27 de desembre de 2007, hi fou assassinada la seva filla Benazir Bhutto, durant la campanya per a accedir de nou al govern pakistanès.